# Gare de Tchita II
La gare de Tchita II (en russe : Чита II) est une gare ferroviaire russe du Transsibérien, située dans la ville de Tchita, dans le raïon de Tchita du kraï de Transbaïkalie.
Ouverte en 1900, c'est une gare de voyageurs des Chemins de fer de Transbaïkalie, une filiale des Chemins de fer russes. Elle est desservie par les trains du Transsibérien mais aussi par des trains régionaux et des trains de banlieue.

## Histoire
La gare de Tchita II, appelée jusqu'en 1906 gare de Tchita-Ville (Tchita-Gorod), ouvre en 1900 lors de l'arrivée du premier train, mais le bâtiment voyageur n'est ouvert qu'en 1903. 

## Service des voyageurs

### Accueil
La gare se trouve au no 2 de la place Boutine . 

## Patrimoine ferroviaire
L'édifice est classé dans la liste de l'héritage patrimonial de la Russie d'importance régionale sous le no 751510398660005 depuis 1993.